# NDMA
La N-nitrosodimetilammina (NDMA), nota anche come dimetilnitrosamina (DMN), è una sostanza chimica organica poco volatile, sottoprodotto di numerosi processi industriali e presente a livelli molto bassi in alcuni prodotti alimentari, in particolare quelli cotti, affumicati o stagionati. La dimetilnitrosamina è molto solubile in acqua, di colore giallo e ha poco o nessun sapore e odore. È tossica per il fegato e altri organi ed è una probabile sostanza cancerogena per l'uomo. Viene utilizzata nel campo della ricerca sul cancro per provocare tumori nei ratti.
Nell'autunno 2019 significative quantità della sostanza sono state trovate in farmaci contenenti la ranitidina, portando al ritiro dal mercato dei suddetti.